# Cattedrale della Trinità (Pittsburgh)
La cattedrale della Trinità (in inglese: Trinity Cathedral) è una cattedrale episcopale situata a Pittsburgh, in Pennsylvania, Stati Uniti d'America. La chiesa è sede della diocesi episcopale di Pittsburgh.

## Storia
L'attuale chiesa gotica è la terza struttura edificata per ospitare la congregazione episcopale locale, è stata realizzata su progetto dell'architetto Gordon W. Lloyd e completata nel 1872. La chiesa sorge sul sito di un antico cimitero, su una collina sopra il punto in cui il fiume Allegheny e il fiume Monongahela si uniscono per formare il fiume Ohio, un sito considerato sacro dai nativi americani in quanto luogo di sepoltura. La congregazione aveva costruito su questo stesso sito già la seconda chiesa nel 1824.
Nel 1927 la chiesa è stata elevata a cattedrale della diocesi.